# Павло Гілілов
Павло Львович Гілілов (нар. 23 червня 1950, Донецьк) — український піаніст-класик, з 2003 року має німецьке громадянство.

## Біографія
Павло Гілілов народився в Донецьку, де його музичний талант був відкритий радянським композитором Дмитром Кабалевським. Він здобув освіту з відзнакою в галузі фортепіанного виконавства та акомпанементу в Ленінградській консерваторії. Ще під час навчання він переміг на Національному конкурсі піаністів у Москві 1972 року, а у 1975 році став лауреатом IV премії на Міжнародному конкурсі піаністів імені Фридерика Шопена у Варшаві. У 1978 році став лауреатом Міжнародного конкурсу піаністів імені Віотті у Верчеллі.
У 1978 році емігрував з СРСР спочатку до Австрії, а згодом — до Німеччини.
Виступає як соліст та камерний музикант, є учасником квартету «Фортепіанне тріо Берлінської філармонії», співпрацює з відомими музикантами, зокрема з Борисом Пергаменщиковим, Мішою Майським та Віктором Третьяковим. Брав участь у таких престижних фестивалях, як Шлезвіг-Гольштейнський, Зальцбурзький та Единбурзький.
У 1982–2013 роках був професором фортепіано у Вищій школі музики в Кельні. Також є запрошеним професором Міжнародної літньої академії Моцартеуму в Зальцбурзі. У 2005 році заснував Міжнародний конкурс піаністів Telekom Beethoven у Бонні, де є художнім керівником і головою журі.
З 2007 року є професором університету Моцартеум у Зальцбурзі.
Веде майстер-класи у Японії, Німеччині, Австрії та Швейцарії, зокрема в рамках фестивалю Summer Classics у районі Майєн/Кобленц, художнім керівником якого був у 1997–2009 роках. Також проводить Літню академію музики в Лозанні, присвячену сонатам для скрипки та фортепіано спільно з П'єром Амуаєм.

## Особисте життя
Був одружений тричі, має чотирьох синів. Його першою дружиною була музикантка Ольга Мартинова, другою — піаністка Кармін Даніела, з якою виступав понад два десятиліття та записував аудіо- та відеоматеріали.

## Записи
- Йоганнес Брамс: Сонати для віолончелі та фортепіано (з Мішею Майським);
- Йоганн Непомук Гуммель: Соната для віолончелі та фортепіано (з Борисом Пергаменщиковим), Тріо для флейти, віолончелі та фортепіано, op.78 (з Андрашем Адорьяном і Б. Пергаменщиковим);
- Ріхард Штраус: Соната для віолончелі та фортепіано, op.6; Ганс Пфіцнер: Соната для віолончелі та фортепіано, op.1 (з Вальтером Нотасом);
- Сергій Прокоф'єв: Сонати для скрипки і фортепіано (з Дмитром Ситковецьким);
- Фридерик Шопен: Балади №1–4, Фантазія фа мінор, op.49;
- Кшиштоф Меєр: Концерт для фортепіано; Тріо для кларнета, віолончелі та фортепіано (з Едуардом Брунером та Іваном Монігетті).